# 阿丽亚娜空间
阿丽亚娜空间（英語：Arianespace）是一家成立于1980年的跨国公司，总部位于法国埃松省的埃夫里-库尔库罗讷。该公司是世界上第一家商业发射服务提供商。阿丽亚娜空间公司负责阿丽亚娜项目的运行和营销。该公司提供多种不同类型的运载火箭，Ariane 6用于重型及中型载荷的发射，固体燃料的Vega用于较轻荷载的发射。
截至2021年9月，阿丽亚娜空间公司在41年间累计发射的卫星数量超过1000颗 。第一次商业发射是在1984年5月23日发射的Spacenet F1，阿丽亚娜空间公司的主要发射场是法属圭亚那的圭亚那航天中心。通过在Starsem的股权，它还可以从哈萨克斯坦的拜科努尔航天中心进行商业发射。

## 历史
欧洲多个国家迫切期望在太空探索领域展开合作，并于1973年成立了政府间组织欧洲空间局 (ESA) 督办该项事业，阿丽亚娜空间公司的成立与此密切相关。早在ESA成立之前，法国就一直在游说欧洲开发一种新型的一次性发射载具，以取代欧罗巴运载火箭。因此，ESA启动的首批项目之一就是阿丽亚娜系列运载火箭。该运载火箭的明确目标就是将商业卫星送入地球同步轨道。
法国在阿丽亚娜火箭开发计划中所占份额最大。法国航空航天公司 (Aérospatiale) 担任总承包商，负责运载火箭所有部件的总装集成，而法国发动机制造商欧洲动力装备公司 (SEP) 供应第一、二、三级发动机（第三级发动机与德国宇航制造商 MBB 合作生产）。参与项目的还有法国企业液化空气集团和马特拉公司 (Matra)、瑞典制造商沃尔沃集团 (Volvo) 以及德国飞机制造商多尼尔公司 (Dornier Flugzeugwerke)。第三级发动机的开发是该项目的核心重点——在阿丽亚娜之前，只有美国发射过上面级使用氢动力的运载火箭。
1979 年 12 月 24 日，阿丽亚娜系列的首枚火箭阿丽亚娜1号成功试射，法国航天机构法国国家太空研究中心 (CNES) 与 ESA随即创立了一家新公司：阿丽亚娜空间公司。阿丽亚娜空间自称，公司成立之时是世界上首家发射服务公司。 又经过三次试发射后，阿丽亚娜1号于1982年9月10日进行首次商业发射，但由于三级发动机涡轮泵故障而告失败。 阿丽亚娜1号余下的 6 次发射都成功了，最后一次发射于1986年2月进行。连续的发射成功使阿丽亚娜运载火箭的订单迅速增加；到 1984 年初，共有 27 颗卫星预订使用阿丽亚娜火箭发射，据估计占了当时全球市场的一半份额。由于取得了商业上的成功，在阿丽亚娜火箭第十次发射任务完成后，ESA正式将阿丽亚娜运载火箭业务移交给阿丽亚娜空间公司。
到 1986 年初，阿丽亚娜1号及其改进型号阿丽亚娜2号和阿丽亚娜3号已经成为世界发射市场的主力。 阿丽亚娜2号和3号都是短暂存在的过渡型号，因为更强大的改进型阿丽亚娜4号正在研发。阿丽亚娜4号从一开始就旨在与全球市场中的高端运载火箭竞争。相比阿丽亚娜1号的质量为 207 吨，可将 1.7 吨有效载荷送入轨道，体型更大的阿丽亚娜4号质量为 470 吨，可将 4.2 吨有效载荷送入轨道。而阿丽亚娜4号的体量还比阿丽亚娜3号小 15%。
1988 年 6 月 15 日，阿丽亚娜 4 号火箭进行了首次发射，成功地将多颗卫星送入轨道。从第 50 次发射开始，阿丽亚娜 4 号采用了改进型三级发动机 H10+，该发动机使火箭的总体有效载荷提高了 110 千克，发动机工作时间延长了 20 秒。
早在 1988 年首次发射阿丽亚娜 4 号之前，其后继型号阿丽亚娜 5 号的研制工作就已经开始。 1985 年 1 月，阿丽亚娜 5 号即获批成为ESA项目，并开始了长达 11 年的研制和试验，直至 1996 年首次发射。阿丽亚娜 5 号不像阿丽亚娜 4 号那样与之前的型号有较多共同处，其设计目标除了能够发射重达 5.2 吨的有效载荷及成本比4号低20%，还有更高的安全裕度，因为它将要执行载人航天发射的任务，用计划建造的赫耳墨斯号航天飞机送宇航员进入太空。 阿丽亚娜 5 号的研制不无争议，部分ESA成员认为成熟的阿丽亚娜 4 号更适合满足当时市场现有的发射需求；据媒体报道，英国正是出于这个原因未参与阿丽亚娜 5 号的研制。5 号研发成功之后的数年中，4 号和 5 号以可互换的方式共同营业，而最终各方决定结束阿丽亚娜 4 号的发射任务，专注经营更新的阿丽亚娜 5 号。
1990 年代中期，法国航空航天公司、欧洲动力装备公司和意大利的化学公司BPD开始商讨研发一款为阿丽亚娜运载火箭补足发射服务范畴的新火箭。与此同时，意大利开始力推一种新型固体燃料运载火箭的设想，名为织女星。 2003 年 3 月，ESA 和 CNES 签署了织女星运载火箭研制合同；意大利提供了 65% 的项目资金，其余部分由另六个 ESA 成员国家分摊。 2004 年 5 月，媒体报道阿丽亚娜空间公司与主承包商 ELV 签约，在法属圭亚那的库鲁进行运载火箭总装。 2012 年 2 月 13 日，织女星运载火箭首次发射，媒体报道称其“显然是一次完美的发射”。 自投入商业运营以来，阿丽亚娜空间将织女星火箭宣传为专为极轨道和太阳同步轨道发射量身定制的系统。
2002 年，ESA 宣布了与俄罗斯合作的“阿丽亚娜空间-联盟号”项目，圭亚那航天中心为联盟号运载火箭建了发射台，联盟号也为使用该发射台做了改进。2005 年 2 月 4 日，该项目获得最终批准，资金亦落实到位。 阿丽亚娜空间公司用改进后的联盟2号运载火箭 (ST-B) 向客户提供发射服务。 2011 年 10 月 21 日，阿丽亚娜空间公司进行了联盟号运载火箭首次在原苏联领土以外的发射，有效载荷是伽利略定位系统的两颗导航卫星。 自 2011 年起，阿丽亚娜空间公司总共订购了 23 枚联盟号火箭，以每年 3 到 4 次发射的速度，可供其使用到 2019 年。
2019 年 1 月 21 日，阿丽亚娜集团和阿丽亚娜空间公司宣布与 ESA  签署了一份为期一年的合同，将研究并筹备登月采集月壤的探测任务。
2023 年，阿丽亚娜 5 号完成最后一次发射宣告后退役，其接替者是发射载荷相当但发射成本大幅降低的阿丽亚娜 6 号运载火箭。2024 年 7 月 9 日，阿丽亚娜 6 号成功完成首次发射。

## 股份
| 國家   | 總份額 | 股東                   | 份額   |
| ------ | ------ | ---------------------- | ------ |
| 比利时 | 3.36%  | SABCA                  | 2.71%  |
| 比利时 | 3.36%  | 泰雷茲阿萊尼亞宇航公司 | 0.33%  |
| 比利时 | 3.36%  | Safran Aero Boosters   | 0.32%  |
| 法國   | 64.10% |                        |        |
| 法國   | 64.10% | 阿麗亞娜集團           | 62.10% |
| 法國   | 64.10% | 液化空氣集團           | 1.89%  |
| 法國   | 64.10% | Clemessy               | 0.11%  |
| 法國   | 64.10% | CIE Deutsche           | <0.01% |
| 德国   | 19.85% | 阿麗亞娜集團           | 11.59% |
| 德国   | 19.85% | MT Aerospace AG        | 8.26%  |
| 義大利 | 3.38%  | Avio S.p.A.            | 3.38%  |
| 荷蘭   | 1.94%  | 空中巴士國防航天       | 1.94%  |
| 挪威   | 0.11%  | 康斯伯格國防和航空航天 | 0.11%  |
| 西班牙 | 2.14%  | 空中巴士國防航天       | 2.03%  |
| 西班牙 | 2.14%  | CRISA                  | 0.11%  |
| 瑞典   | 2.45%  | GKN                    | 1.63%  |
| 瑞典   | 2.45%  | Beyond Gravity         | 0.82%  |
| 瑞士   | 2.67%  | Beyond Gravity         | 2.67%  |

## 運載火箭

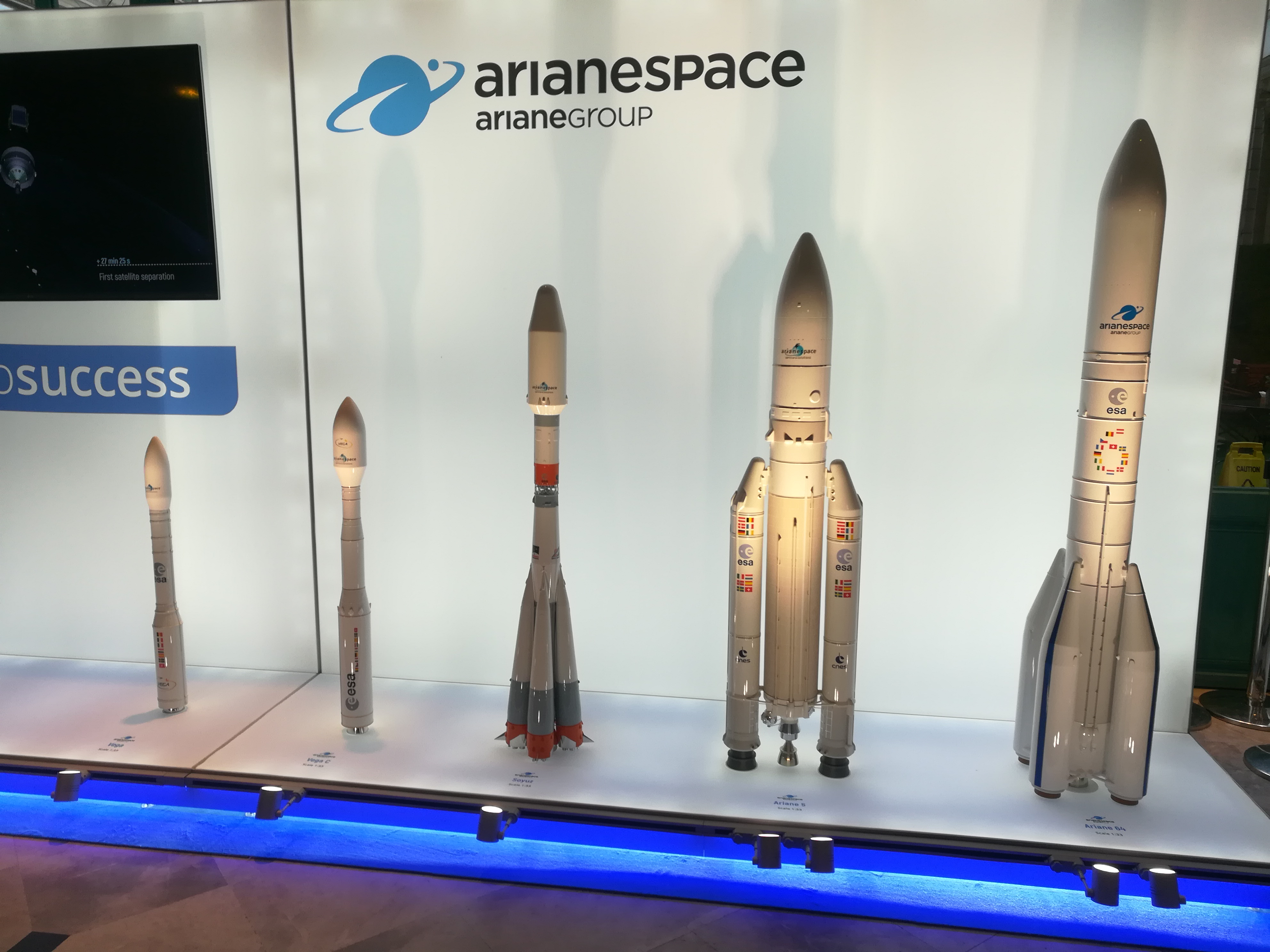
Vega, Vega C, Soyuz ST, Ariane 5, Ariane 6

目前阿丽亚娜空间公司運營兩款運載火箭：
| 運載火箭          | 型號 | 有效載荷到LEO                        | 有效載荷到SSO                       | 有效載荷到GTO                       | 有效載荷到GEO        |
| ----------------- | ---- | ------------------------------------ | ----------------------------------- | ----------------------------------- | -------------------- |
| 織女星運載火箭    | C    | N/A                                  | 2,300（5,100磅）                    | N/A                                 | N/A                  |
| 亞利安6號運載火箭 | 24   | 10,350（22,820磅）21,650（47,730磅） | 6,450（14,220磅）14,900（32,800磅） | 5,000（11,000磅）11,500（25,400磅） | N/A5,000（11,000磅） |

此外曾通過發射服務聯盟由H-IIA运载火箭提供可選的備用發射服務。联盟-ST運載火箭是俄羅斯國家航天集團和亞利安的合作項目，旨在增加一種中型運載火箭，以補充小型織女星運載火箭和大型亞利安5號運載火箭之間的運力空缺，項目包括在圭亞那太空中心建造聯盟號發射中心，並使聯盟2號運載火箭適應熱帶氣候。聯盟ST-B首次發射於2011年10月21日，而聯盟ST-A首次發射於2011年12月17日。2022年俄羅斯入侵烏克蘭後，該項目中止。

### 阿麗亞娜運載火箭
自1979年首次發射以來，阿麗亞娜運載火箭已經有多個版本：
- 亞利安1號運載火箭——1979年12月24日首次成功發射
- 阿里安2号运载火箭——1987年11月20日首次成功發射（1986年5月30日首發失敗）
- 亞利安3號運載火箭——1984年8月4日首次成功發射
- 亞利安4號運載火箭——1988年6月15日首次成功發射
- 亞利安5號運載火箭——1997年10月30日首次發射成功（1996年6月4日首次發射失敗）
- 亞利安6號運載火箭——2024年7月9日首次發射成功（與Ariane 5相似的載荷能力，但成本較低。）
- 下一代亞利安（英语：Ariane Next）——開發中（一個部分可重複使用的發射器，接替2030年代的Ariane 6。目標是將發射成本減半。）[37]